# Onyekachi Okonkwo
Onyekachi Okonkwo (Aba, 13 maggio 1982) è un calciatore nigeriano, centrocampista della Virtus Chianciano.

## Carriera
Nel 2024 torna a giocare nella Virtus Chianciano.

## Palmarès

### Club

#### Competizioni nazionali
- Campionato nigeriano: 2

Enyimba: 2002, 2003

#### Competizioni internazionali
- CAF Champions League: 2

Enyimba: 2003, 2004
- Supercoppa CAF: 2

Enyimba: 2003, 2004